# Microcaecilia savagei
Espèce
Microcaecilia savagei est une espèce de gymnophiones de la famille des Siphonopidae.

## Répartition
Cette espèce est endémique du Guyana.

## Étymologie
Cette espèce est nommée en l'honneur de Jay Mathers Savage.

## Publication originale
- Donnelly & Wake, 2013 : A New Microcaecilia (Amphibia: Gymnophiona) from Guyana with Comments on Epicrionops niger. Copeia, vol. 2013, no 2, p. 223-231.